# Georges Ulmer
Jørgen Frederik Ulmer (Copenhague, Dinamarca, 16 de febrero de 1919-Marsella, Francia, 29 de septiembre de 1989), más conocido como Georges Ulmer, fue un compositor, libretista y actor de origen danés, ciudadano francés naturalizado.

## Filmografía
- 1950 – El ciclón del Caribe, dirigida por Ramón Pereda: Escribió este filme.
- 1950 – La Vida en broma, dirigido por Jaime Salvador: Actuó y escribió este filme.
- 1951 – Paris chante toujours, dirigido por Pierre Montazel: Se interpretó a sí mismo.
- 1952 – Mujeres sacrificadas (El recuerdo del otro), dirigido por Alberto Gout: Escribió este filme.
- 1953 – La Route du bonheur, dirigido por Maurice Labro y Giorgio Simonelli: Se interpretó a sí mismo.
- 1954 – La canción del penal, dirigido por Jean Sacha y Juan Lladó: Carmo et auteur des chansons
- 1955 – Flickan i regnet, dirigido por Alf Kjellin: The song, Pigalle.
- 1957 – C'est arrivé à 36 chandelles, dirigido por Henri Diamant-Berger: Se interpretó a sí mismo.
- 1958 – Música en la noche, dirigido por Tito Davison: Actuó y dirigió este filme.
- 1960 – À pleines mains, dirigido por Maurice Regamey
- 1963 – Canzoni nel mondo (38–24–36), dirigido por Vittorio Sala